# Magyar Innovációs Szövetség
A Magyar Innovációs Szövetség olyan szakmai szervezet, amely tevékenységének középpontjában ugyanúgy az innováció gazdaság élénkítő szerepe áll, mint azt tagvállalatai is célul tűzik ki. 1990-ben alakult meg. Évente odaítéli a Magyar Innovációs Nagydíjat.  "[A]  szellemi termékek létrehozását, elterjesztését, illetve átadását, átvételét és gyakorlati hasznosítását – a köztestületként működő kereskedelmi és iparkamarákkal szoros együttműködésben – kívánja segíteni annak érdekében, hogy  növekedjék a vállalatok és velük a magyar gazdaság teljesítménye, jövedelemtermelő képessége,  az innováció segítségével felgyorsuljon a modernizáció és ennek eredményeképpen a gazdasági fejlődés"
A Magyar Innovációs Szövetségnek csak jogi személyek (vállalatok, vállalkozások, kutatóintézetek, egyetemek, egyéni vállalkozók stb.) lehetnek tagjai.

## Székhelye
1116 Budapest, Fehérvári út 108-112.

## Céljai
A Magyar Innovációs Szövetség célja, hogy a kutatás, a műszaki fejlesztés és a tervezés során az állandó megújulásra való törekvés a magyar gazdaság növekedését elősegítse. ennek keretében:
- Közreműködik abban, hogy
  - a tagvállalatok érdekeinek szakmai és gazdasági szempontból való érdekképviselete hatékony legyen,
  - növekedjék Magyarországon a létrehozott, illetve hasznosított szellemi termékek száma és értéke,
  - a hazai termékekben, gyártmányokban, nagyobb mértékben realizálódjanak a szellemi termékek, elsősorban a hazai innovációs eredmények,
  - a technológiatranszfer segítse a gazdasági eredmények javulását, az innovációs eredmények létrehozásának finanszírozási rendszere egyértelműen ösztönző legyen,
  - a jogi szabályozás támogassa és védje az innovációs eredmények létrehozóit és hasznosítóit,  széles körű elismertséget kapjanak a kiemelkedő innovációs teljesítmények.
- képviseli a tagvállalatok szakmai érdekeit, ellátja az innovációs szféra egészének szakmai érdekképviseletét, érdekérvényesítését,
- az innovációs folyamatban érdekeltek (kutatóintézetek, fejlesztővállalatok, innovatív vállalatok és vállalkozások, tanácsadó, marketing és egyéb innovációs szolgáltató cégek, önálló vállalkozók, kockázati tőkebefektetők stb.) számára információs rendszert alakít ki és működtet, szakmai konferenciákat, szimpóziumokat szervez,
- hivatalos kapcsolatot tart az állami szervekkel, kamarákkal, az egyéb érdekképviseleti szervezetekkel, jogalkotókkal és jogalkalmazókkal, valamint az innovációval foglalkozó szervezetekkel, közreműködik a hazai K + F és innovációpolitika alakításában,
- regionális hálózatot épít ki és széleskörű bel- és külföldi kapcsolatrendszert alakít ki,
- tagozatai és bizottságai közreműködésével, javaslatok, állásfoglalások kidolgozásával és egyéb segítséggel (marketing munkával, reklám-, és propaganda-tevékenységgel, szakmai tanácsadással stb.) kedvező szakmai hátteret biztosít a hazai innovációs tevékenységekhez.[1]

## Vezetői
- Szabó Gábor (elnök) [2]
- Greiner István (általános elnökhelyettes)
- Antos László (ügyvezető igazgató)

## Története
- 1990: A Magyar Innovációs Szövetség jogelődjét, a Magyar Innovációs Kamarát 1990. december 14-én 30 innovációs szervezet alapította, Pakucs János kezdeményezésére.
- 1991: I. Ifjúsági Tudományos és Innovációs Tehetségkutató Verseny kiírása, mely utána minden évben kiírásra került. Az 1991. évi III. közgyűlés határozott az Innovációs Nagydíj megalapításáról.
- 1991: A MISZ kéthetes periodikájának, a Hírlevélnek az első kiadása. Az első innovációs elemzés kiadása, melyet további 15 követ az évek során.
- 1992: az I. Ifjúsági Tudományos és Innovációs Tehetségkutató Verseny megrendezésével lehetőség nyílt Magyarország számára, hogy csatlakozzon az Európai Unió Fiatal Tudósok Versenyéhez.
- 1992: Magyar Innovációs Alapítvány létrehozása. A Szövetség kiadja első szakmai állásfoglalását, melyet évente általában havonta, félhavonta tesz meg.
- 1993: az első Innovációs Nagydíj első meghirdetése, mely utána minden évben kiírásra került. Az Innoforum Hazai Szellemi Termék Börze elindítása, mely 2007-ig kerül megrendezésre. Az első regionális iroda felállítása, melyet további 5 követ.
- 1994: az Innovációs Szövetség honlapjának indulása. Hasznosítási szerződés kötése DIGITÁLIS ÉS ANALÓG ÁRAMKÖRI MODULRENDSZER c. szabadalom hasznosítására. A védettség lejártáig össz. 73 eszköz értékesítése történt meg. A Szövetség megalapítja első innovációs központját, az évek során további 22 innovációt ösztönző szervezet alapításában is részt vett.
- 1995: a Szövetség által delegált fiatalok először vesznek részt az Egyesült Államokban rendezett Nemzetközi Tudományos és Innovációs Versenyen.
- 1996: „Lépés a jövőbe” országos design pályázat első meghirdetése, mely utána még kétszer kiírásra került.
- 1997: Magyar Innovációs Klub megalakítása október 30-án.
- 2000: a Magyar Innovációs Szövetség alapításának 10. évfordulója, jubileumi ülés az MTA-n, a Szövetség ekkor 202 taggal rendelkezik.
- 2001: a Magyar Innovációs Nagydíj átadására ettől az évtől az Országház Főrendházi Termében kerül sor. A Szövetség által delegált fiatal először vesz részt a Stockholm International Youth Science Seminar-on és a rendezvény záróünnepségén, a Nobel-díj átadási ünnepségen.
- 2002: Magyar Innovációs Napok megszervezése Stuttgartban június 27. és 29. között, amelyen 30 magyar innovatív vállalkozás mutatkozott be. Az elnökség Antos Lászlót bízza meg ügyvezető igazgatónak, aki folyamatosan tölti be ezt a funkciót.
- 2003: a Szövetség rendezte meg az Európai Unió Fiatal Tudósok Versenyének 15. nemzetközi döntőjét Budapesten, 39 ország részvételével, közel 200 résztvevővel.
- 2004: a Szövetség először szervezi a Harsányi István-díjat, melyet 2017-ig végez.
- 2005: Magyar Fiatal Tudósok Társaságának (MAFITUD) megalapítása, Visegrádon.
- 2006: a NOVATech.Com, Innovációs Technológiai Üzleti Terv Verseny első meghirdetése Magyarországon, és utána még 7 alkalommal. Az innováció témájával foglalkozó, újságírói, tudósítói munkáért járó Média Díj első átadása.
- 2007: Az alapító elnök Pakucs János nem jelölteti magát újra, helyette Szabó Gábort, az SZTE professzorát választja meg a közgyűlés elnöknek, akit folyamatosan újraválasztottak. Pakucs János tiszteletbeli elnökként folytatja.
- 2008: THE (Tudományos, Hasznos, Emberi) tehetségkutató és tudomány-népszerűsítő program elindítása, mely 2012-ig tart.
- 2010: a Magyar Innovációs Szövetség, a Magyar Fulbright Egyesület és az Amerikai Egyesült Államok Nagykövetsége elindította a „Meet the Scientist” tudomány-népszerűsítő projektet, mely 2016-ig tart.
- 2010: a Magyar Innovációs Szövetség, alapításának 20. évfordulóján, könyvet ad ki tevékenységéről, a Szövetség ekkor 311 taggal rendelkezik.
- 2011: meghívás és részvétel a Global Entrepreneurship Leadership c. tanácskozáson,Berkeley-ben (USA).
- 2012: meghívás és részvétel a Department State, USA háromhetes IP körútján.
- 2013: megkezdte működését Magyarország első egyetemi IP jogi klinikája a Magyar Innovációs Szövetség (MISZ) és az Eötvös Loránd Tudományegyetem Állam- és Jogtudományi Kar (ELTE ÁJK) együttműködésében.
- 2014: a MISZ elindította a Startup Kultúra Közösséget a facebookon, hogy egy együttműködésre nyitott fórumot hozzon létre, 4300 tagja van.
- 2016: a jubileumi, 25. Ifjúsági Tudományos és Innovációs Tehetségkutató Verseny díjainak átadására egy nagyszabású jubileumi ünnepség keretében a Magyar Tudományos Akadémia Dísztermében.
- 2018: Innovation dialogue Lithuania-Hungary Üzleti Fórum, Vilniusban
- 2019: A Szövetség tisztújító közgyűlése  2019. március 7-én  Budapesten.